# Cantón de Sauveterre-de-Béarn
El cantón de Sauveterre-de-Béarn era una división administrativa francesa, situada en el departamento de los Pirineos Atlánticos y la región Aquitania.

## Composición
El cantón de Sauveterre-de-Béarn agrupa 20 comunas:
- Abitain
- Andrein
- Athos-Aspis
- Autevielle-Saint-Martin-Bideren
- Barraute-Camu
- Burgaronne
- Castetbon
- Espiute
- Guinarthe-Parenties
- L'Hôpital-d'Orion
- Laàs
- Montfort
- Narp
- Oraàs
- Orion
- Orriule
- Ossenx
- Saint-Gladie-Arrive-Munein
- Sauveterre-de-Béarn
- Tabaille-Usquain

## Supresión del cantón de Sauveterre de Béarn
En aplicación del Decreto n.º 2014-248 de 25 de febrero de 2014 el cantón de Sauveterre de Béarn fue suprimido el 22 de marzo de 2015 y sus veinte comunas pasaron a formar parte del nuevo cantón de Orthez y Tierras de Ríos y Sal.